# Relação de dispersão

Dispersão em um raio de luz em um prisma.

Em física, uma relação de dispersão expressa a relação existente entre as frequências {\displaystyle f} e o comprimento de onda {\displaystyle \lambda }, ou, de forma equivalente, entre as frequências {\displaystyle f} e as velocidades {\displaystyle v}, atrelada a entes físicos de natureza ondulatória (fases) propagando-se em um dado meio material ou mesmo no vácuo. Geralmente, traduz-se mediante uma função ou um gráfico de frequência x comprimento de onda — ou de frequência x velocidade — e quase sempre mostra-se bem dependente do meio de propagação, caracterizando-o inclusive.
De forma similar mas não idêntica, um espectro discrimina a amplitude ou intensidade — o que se traduz, geralmente, por quantidade de energia — das fases como função de suas respectivas frequências. Espectros e relações de dispersão encontram-se certamente relacionados, mas são por definição distintos.

## Óptica
A relação de dispersão influi diretamente nas trajetórias de propagação de ondas quando há mudança do meio de propagação, visto que as relações de dispersão são, geralmente, diferentes nos diferentes meios de propagação e que as mudanças nas direções de propagação ocorrem, justamente, em virtude de mudanças nos comprimentos de onda quando ondas com uma dada frequência atravessam a interface entre os diferentes meios. A dependência dessas variações nas direções de propagação com a as frequências ou comprimentos de onda explicam porque a luz branca é, por meio de um fenômeno óptico conhecido por refração, separada em suas várias cores (frequências) ao atravessar um prisma ou mesmo gotas de água. As relações de dispersão para a onda no ar e no vidro, ou no ar e na água, são bem distintas: em ambos os casos as componentes das ondas são fisicamente separadas em função de suas frequências, cada qual sofrendo um maior ou menor desvio em sua trajetória ao mudarem de meio, o que dá origem, por fim, aos espectros e ao arco-iris.
A relação de dispersão é importante para entender como que a energia, o momento ou mesmo a matéria são transportados de um ponto a outro em qualquer meio. O interesse na relação de dispersão provavelmente começou com o interesse na dispersão de ondas na água, como, por exemplo, demostrado por Pierre-Simon Laplace em 1776.

## Mecânica
Em mecânica, o termo relação de dispersão refere-se à relação — normalmente uma função — que estabelece a energia que um dado ente físico possui em função do momento que este transporta. Em partículas livres, no domínio da física clássica — com massas de repouso não nulas e velocidades muito inferiores à da luz — a relação de dispersão é uma função quadrática do momento: {\displaystyle E={\frac {{\vec {P}}^{2}}{2m}}}. Essa relação aparece de forma explícita no hamiltoniano para o sistema em questão e conduz à expressão para a energia cinética: {\displaystyle E_{c}={\frac {1}{2}}mv^{2}} ao considerar-se que {\displaystyle {\vec {P}}=m{\vec {V}}}.
A relação acima vale no contexto da física clássica e para partículas completamente livres. Em situações mais específicas, como aquelas encontradas em física do estado sólido, a exemplo no estudo de elétrons confinados na estrutura dos cristais semicondutores, a relação de dispersão para as partículas — no caso os elétrons — pode mostrar-se dependente, inclusive, da direção de propagação delas dentro do sistema. O momento para os elétrons dentro dos cristais é definido de forma adequada à situação, sendo então denominado momento cristalino do elétron.
No âmbito da relatividade ou da mecânica quântica, as expressões que definem o momento das partículas em estudo podem assumir formas também bem distintas da expressão clássica {\displaystyle {\vec {P}}=m{\vec {v}}}, o mesmo ocorrendo para as expressões da energia, mas, em qualquer caso, a relação entre o momento e a energia — ou seja, a relação de dispersão — mostra-se igualmente importante, sendo geralmente o cerne de qualquer teoria que busque estabelecer a dinâmica de matéria, energia e momento nos sistemas físicos sob seu domínio.
Em qualquer teoria dinâmica, a relação de dispersão mostra-se fundamental, e a partir dela é que se definem outras grandezas geralmente importantes ao estudo, como a massa.
A associação do termo "relação de dispersão" com a relação existente entre energia e momento para os entes físicos com massa de repouso (partículas massivas) decorre diretamente dos princípios estabelecidos por De Broglie e Max Planck no âmbito da física quântica. De Broglie trouxe à luz o fato de que partículas massivas têm comportamento ondulatório, e seus comprimentos de onda encontram-se relacionados aos seus momentos, ao passo que, sob a mesma óptica, Planck mostrou que a energias associadas às partículas quânticas encontram-se relacionadas às frequências das ondas a elas associadas. Estabelecer uma relação entre energia e momento é, assim, estabelecer uma relação entre frequência e comprimento de onda, ou seja, estabelecer uma relação de dispersão, mesmo para o caso de partículas massivas.

### Relações de dispersão para o vácuo
Fato curioso e de relevância na mecânica quântica é que, ao passo que o vácuo é um meio não dispersivo para ondas eletromagnéticas (as assim chamadas velocidades de fase são iguais à velocidade de grupo em um pulso eletromagnético — todos com velocidades iguais à "c", a velocidade da luz), o vácuo é um meio dispersivo para ondas de matéria (funções de onda), a velocidade de fase dependendo do momento segundo a relação :
{\displaystyle V_{\phi }={\frac {\hbar k}{(2m)}}={\frac {p}{2m}}} para partículas livres (ondas de matéria planas).
Repare que a velocidade (real) esperada para a partícula não é a velocidade de fase de uma onda plana de matéria (partícula livre), mas sim a velocidade de grupo das ondas que formam o pacote de ondas associado à partícula, a velocidade de grupo obedecendo relação bem mais similar à esperada classicamente:
{\displaystyle V_{g}={\frac {\hbar k}{m}}={\frac {p}{m}}}
na qual, {\displaystyle \hbar } é a constante reduzida de Planck, p é o módulo do momento e k o número de onda atrelados à partícula em questão.